# 城山良彦
城山 良彦（しろやま よしひこ、1919年2月25日 - 1996年3月29日）は、日本のドイツ文学者。
広島県出身。1943年東京帝国大学文学部独文科卒。学習院大学助教授、東京都立大学 (1949-2011)教授、1982年定年退官、日本大学教授。カフカを研究した。

## 著書
- 『カフカ』同学社 1997

### 共編
- 『カフカ論集』川村二郎共編　国文社　1975

### 翻訳
- F.ハルトラウプ『下から眺めて 第三帝国始末記』ダヴィッド社 1955
- ハンス・キルスト『零八/一五 第3　終戦の巻』桜井和市共訳 三笠書房 1955
- ヨハンナ・スピリ『アルプスの少女』国松孝二共訳 三笠書房・若草文庫 1956
- 『ヘルマン・ヘッセ全集 第7　こどもごころ、クラインとワグナー』三笠書房 1957
- カフカ『ある戦いの記録・田舎医者・断食芸人・巣穴』世界文学全集 20世紀の文学 第8 集英社 1966
- マルティン・ヴァルザー『カフカ? ある形式の記述』田ノ岡弘子,加藤忠男共訳 サンリオ出版 1973
- マルト・ロベール『古きものと新しきもの ドン・キホーテからカフカへ』島利雄,円子千代共訳 法政大学出版局・叢書・ウニベルシタス 1973
- カフカ「変身」世界文学全集 74 (カフカ.ヴァルザー) 集英社 1979
- 『カフカ全集 10-11　フェリーツェへの手紙』新潮社 1981

## 論文
- ＜城山良彦